# Anno platonico

Movimento di precessione della terra

In astronomia si definisce anno platonico o grande anno o anno perfetto il tempo impiegato dall'asse terrestre per compiere un giro completo a seguito del movimento di precessione degli equinozi: tale tempo ha una durata di circa 25 772 anni.
Infatti, al pari della trottola che girando su se stessa è soggetta a un movimento rotatorio del suo asse, anche la Terra è soggetta a un movimento di rotazione dell'asse terrestre attorno alla perpendicolare all'eclittica che va sotto il nome di precessione degli equinozi.

## Origine del nome
Al grande anno, basato sul ciclo di precessione, è stato attribuito il nome del filosofo greco Platone. Quest'ultimo, nel suo dialogo Timeo, in 39d aveva già definito l'«anno perfetto» quello dopo il quale tutta la volta celeste torna ciclicamente uguale: tornano uguali il giorno e la notte, gli anni solari e lunari e il movimento dei pianeti.
Platone tuttavia non aveva dato indicazioni sulla sua durata, non disponendo di conoscenze riguardanti il movimento rotatorio dell'asse terrestre. L'anno platonico, così come da lui definito, fu stimato da Macrobio in modo approssimato in 15 000 anni solari.
La scoperta della precessione degli equinozi viene attribuita formalmente ad Ipparco di Nicea nel II secolo a.C., circa 200 anni dopo Platone. Da allora l'anno "platonico" designa l'intera durata di questo ciclo astronomico.

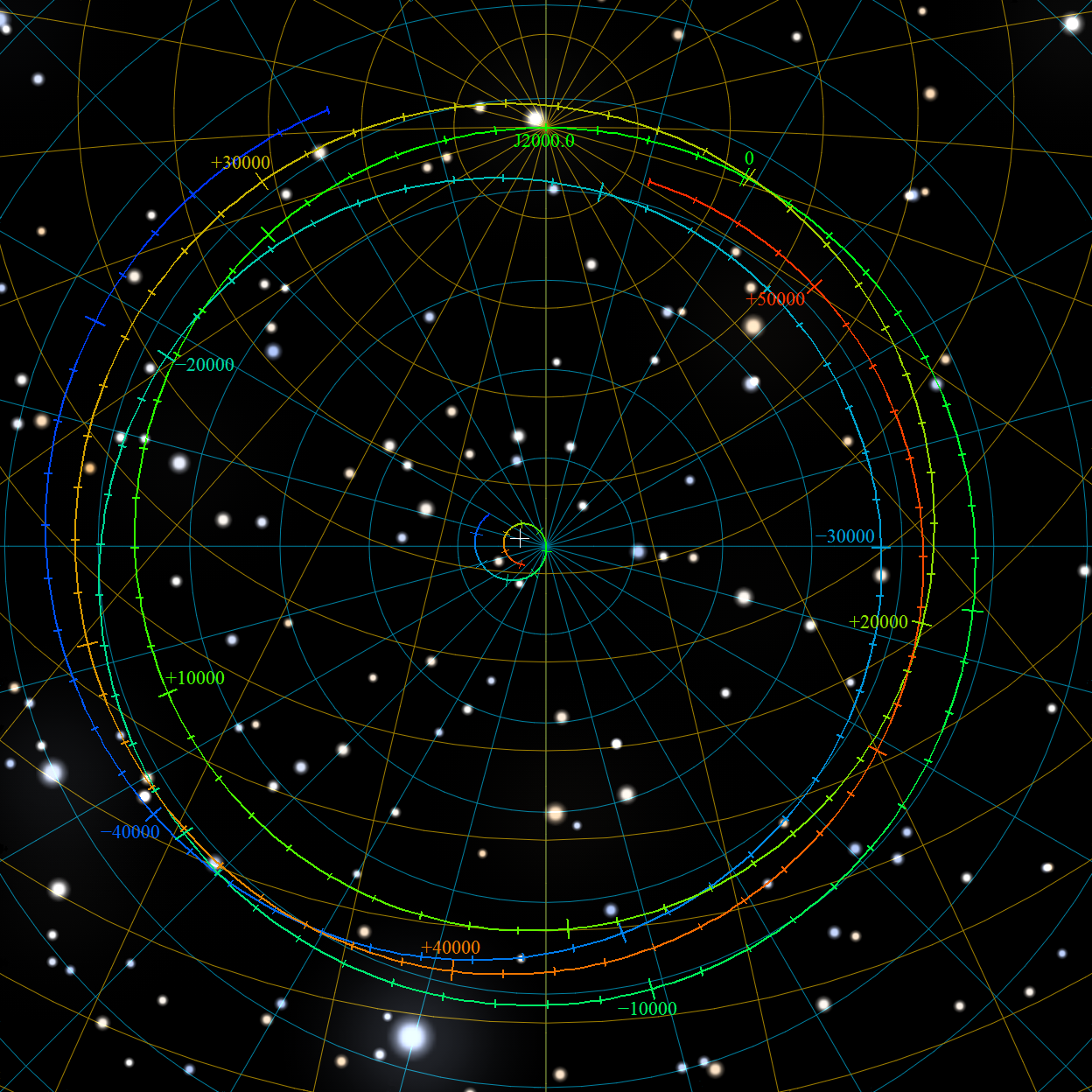
La proiezione del percorso di precessione del Polo Nord sul cielo fisso dell'epoca J2000.0 per l'intervallo di tempo da 48000 a.e.v. al 52000 a.e.c..

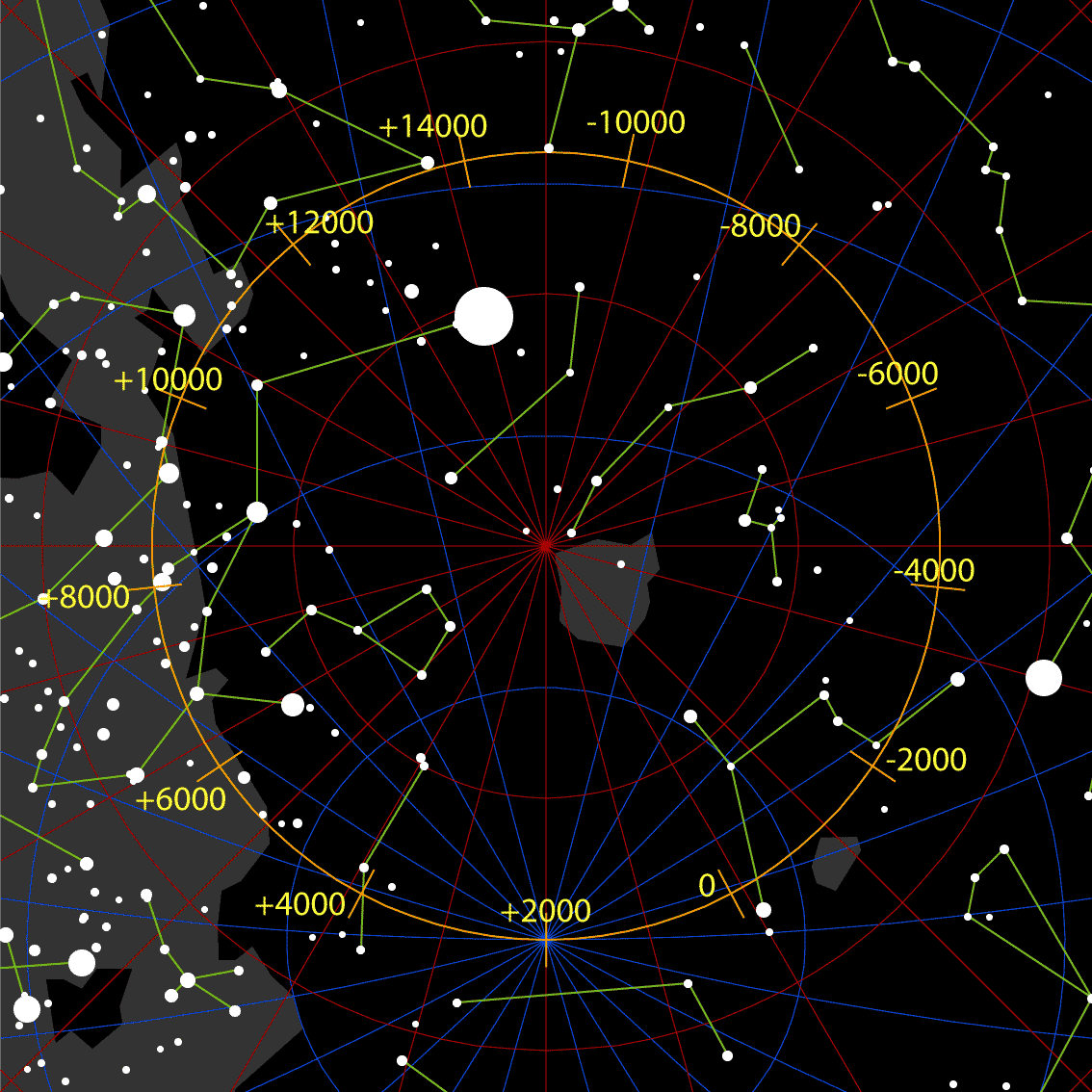
Percorso effettuato dal polo sud celeste nel corso di un anno platonico (25 920 anni) a causa della precessione degli equinozi.